# Первісна Америка
Первісна Америка (American Primeval) — американський вестерн-мінісеріал, створений Марком Л. Смітом, який вийшов 9 січня 2025 року на Netflix.
У серіалі досліджується боротьба за контроль над американським Заходом і часом насильницьке зіткнення між релігією та культурою на території Юти.

## Акторський склад
- Тейлор Кітч — Ісаак
- Бетті Гілпін у ролі Сари Роуелл
- Кім Коутс у ролі Брігама Янга
- Джай Кортні в ролі Вірджила Каттера
- Шей Віґем у ролі Джима Бріджера
- Дейн Де Гаан в ролі Джейкоба Пратта
- Саура Лайтфут-Леон — Абіш Пратт
- Кайл Бредлі Девіс у ролі Тіллі
- Лукас Нефф — капітан Едмунд
- Престон Мота в ролі Девіна Ровелла
- Нік Харгроув у ролі Коттрела
- Дерек Хінкі в ролі Червоного пера
- Мікандрю — Генрі
- Шоуні Пурьє в ролі Двох місяців
- Джо Тіппетт у ролі Джеймса Волсі
- Кевін Скотт Аллен в ролі Луїса

## Український Дубляж
- Студія: Постмодерн
- Режисер дубляжу: Світлана Шекера
- Перекладач: Юлія Євсюкова
- Спеціаліст з адаптації: Катерина Чайка
- Звукооператор: Назар Куцевич
- Спеціаліст зі зведення звуку: Назар Куцевич
- Менеджери проекту: Лаура Геворкян, Валерія Домрачова

Ролі дублювали:
- Capa — Світлана Шекера
- Айзек — Андрій Самінін
- Девін — Михайло Пулянський
- Бріджер — Михайло Кришталь
- Джейкоб — Семисал Роман
- Абіш — Анна Артем'єва
- Каттер — Андрій Мостренко
- Волзі — Михайло Тишин
- Бригам Янґ — Олег Лепенець
- Пеппер — Олексій Сафін
- Фенчер — Шевчук Олександр
- Деллінджер — Молодій Роман
- Гікман — Твердак Андрій
- Зимова Птаха — Лариса Руснак
- Лукас — Євген Локтіонов
- Тіллі — Дмитро Вікулов
- Томас — Петро Сова
- Френк — Михайло Войчук

Додатковий акторський склад: В'ячеслав Дудко, Олексій Семенов, Роман Солошенко, Вікторія Тишкевич, Майя Ведернікова, Аліна Проценко, Едуард Кіхтенко, Олександр Куколенко, Юрій Кухаренко, Дмитро Тварковський

## Епізоди
| № серії | Назва серії | Режисер(и) | Сценарист(и) | Оригінальна дата показу |
| ------- | ----------- | ---------- | ------------ | ----------------------- |
| 1       | «Епізод 1»  | Peter Berg | Марк Л. Сміт | 9 січня 2025            |
| 2       | «Епізод 2»  | Пітер Берг | Марк Л. Сміт | 9 січня 2025            |
| 3       | «Епізод 3»  | Пітер Берг | Марк Л. Сміт | 9 січня 2025            |
| 4       | «Епізод 4»  | Пітер Берг | Марк Л. Сміт | 9 січня 2025            |
| 5       | «Епізод 5»  | Пітер Берг | Марк Л. Сміт | 9 січня 2025            |
| 6       | «Епізод 6»  | Пітер Берг | Марк Л. Сміт | 9 січня 2025            |

## Виробництво
Серіал із шести частин написаний Марком Л. Смітом, а режисер – Пітер Берг. Берг, через Film 44, і Ерік Ньюман, через Grand Electric, є виконавчими продюсерами. Його замовила Netflix у грудні 2022 року, а головну роль підтвердили Тейлор Кітч. Сміт також є виконавчим продюсером серіалу.
У січні 2023 року до акторського складу приєдналися Дейн ДеХаан, Джай Кортні, Бетті Гілпін, Ши Вігхем, Кайл Бредлі Девіс, Нік Харгроув, Дерек Хінкі, Саура Лайтфут-Леон, Престон Мота, Шоуні Пурьє та Джо Тіппетт.
Зйомки проходили в Нью-Мексико з лютого 2023 року, а зйомки були перервані через страйк SAG-AFTRA 2023 року.

## Реліз
Прем'єра міні-серіалу на Netflix відбулася 9 січня 2025 року.

## Сприйняття
На веб-сайті агрегатора оглядів Rotten Tomatoes рейтинг схвалення American Primeval становить 59% на основі 12 оглядів із середнім рейтингом 6,8/10. Metacritic, який використовує середньозважену оцінку, поставив оцінку 60 зі 100 на основі 13 критиків, вказуючи на «змішані або середні» відгуки.